# Голан-1000

Голан-1000 је вишецени бацач ракета развијен од стране Сирије, широку употребу имао је у Сиријском грађанском рату. Поседује три ракете калибра 500 mm, и тежине од 1000 kg по једној ракети, које су постављене на шасији тенка Т-72.

## Верзије
- Голан 65 и Голан 250 на шасији лаких аутомобила
- Голан 300 и Голан 400 постављени на шасије камиона